# Phebellia villica
Phebellia villica là một loài ruồi trong họ Tachinidae.